# Vladimir Kabachidze
Vladimir Ivanovič Kabachidze (in russo Владимир Иванович Кабахидзе?; Krasnodar, 9 settembre 1999) è un calciatore russo, di origini georgiane, centrocampista del Veles Mosca.

## Caratteristiche tecniche
È un centrocampista centrale.

## Carriera
Ha esordito fra i professionisti il 21 giugno 2020 disputando con la maglia del Tambov l'incontro di Prem'er-Liga perso 2-1 contro il Tambov.